# Arabesque (groupe)
Pour les articles homonymes, voir Arabesque.
 (mai 2024).
Si vous disposez d'ouvrages ou d'articles de référence ou si vous connaissez des sites web de qualité traitant du thème abordé ici, merci de compléter l'article en donnant les références utiles à sa vérifiabilité et en les liant à la section « Notes et références ».
Arabesque est un groupe allemand de disco, originaire d'Allemagne de l'Ouest, actif entre 1978 et 1984. Il compte neuf albums homonymes numérotés de I à IX, ainsi que des albums live et des compilations de leurs succès. 

## Histoire
Formé en 1977, le groupe se réunissait aux Europasound Studios à Offenbach-sur-le-Main, dont le propriétaire, Frank Farian, est célèbre pour son travail avec Boney M. Michael Cretu, qui allait devenir le mari de Sandra et son collaborateur dans sa future carrière solo puis au sein d'Enigma, était un employé de Frank Farian dans ces studios (ce dernier est d'ailleurs mentionné sur l'édition japonaise d'un des albums d'Arabesque). 
Arabesque est reconnu au Japon en 1978 : leur titre Hello Mr. Monkey  atteint la huitième place au classement Oricon, chose rare pour un groupe étranger. Il est aussi reconnu dans d'autres pays d'Asie jusqu'en URSS et, dans une moindre mesure, en Europe où il était considéré comme une imitation de formations telles que Luv' ou Baccara. Plus généralement, l'influence d'ABBA est évidente dans leur musique. Tous les membres d'Arabesque s'étaient déjà produits sur scène avant de rejoindre le groupe mais il n'existe de documents de l'époque que sur deux d'entre eux : Elke Brückheimer et Sandra Lauer (plus connue sous le pseudonyme de Sandra). L'histoire du groupe avant l'arrivée de cette dernière en 1978 reste méconnue.
Le groupe se sépare en 1984, faute de succès et en raison de divergences musicales entre ses membres.